# Carline Bouw
Carline Bouw (ur. 14 grudnia 1984 r. w Epe) – holenderska wioślarka.

## Osiągnięcia
- Puchar Świata 2009:
  - I etap: Banyoles – czwórka podwójna – 2. miejsce[1].
  - III etap: Lucerna – czwórka bez sternika – 1. miejsce[1].
  - III etap: Lucerna – ósemka – 3. miejsce[1].
- Mistrzostwa Świata – Poznań 2009 – czwórka bez sternika – 1. miejsce[1].
- Mistrzostwa Świata – Poznań 2009 – ósemka – 3. miejsce[1].
- Mistrzostwa Europy – Montemor-o-Velho 2010 – ósemka – 2. miejsce[1].